# E98号線
E98号線 (E98ごうせん、英: European route E98) はトルコのTopboğaziに始まり、トルコとシリアとの国境まで続く、欧州自動車道路のAクラス幹線道路。

## 経路

### 経過する主要都市
- トルコ
  - Topboğazi
  - Kirikhan（トルコ語版）
  - Reyhanli（トルコ語版）
  - Cilvegözü (トルコーシリア間 国境)